# Городище Біла IV
Городище Біла IV — щойно виявлена пам'ятка археології в Чортківському районі Тернопільської області. Розташована в урочищі «Замок (Біля Черни)».
Внесено до Переліку щойно виявлених об'єктів культурної спадщини (охоронний номер 2883).

## Відомості
Городище досліджене археологом В. Добрянський та В. Пшибиславським. Знаходиться на протилежному лівому схилі струмка в урочищі «Чарна». Обстеження показали, що городище відноситься до культури Лука-Райковецька і давньоруського часу (ХІІ-ХІІІ ст.). Частина валів могла бути споруджена в ранньозалізний час. Тут знайдено крем’яний відщеп зі слідами ретуші, характерної для доби бронзи — раннього заліза.
У 2005 р. поселення розвідували та обстежували працівники Тернопільської обласної інспекції охорони пам’яток М. Бігус, Р. Миська. Під час обстеження пам’ятки виявлено старожитності давньоруського часу Х-ХІІ ст.